# Lifecell
lifecell (precedentemente nota come life:)) è il terzo più grande operatore di telefonia mobile in Ucraina, dietro a Kyivstar e Vodafone e ha una copertura del territorio del 91%.
La rete lifecell ad oggi copre tutte le città con oltre 35 000 abitanti e più di 22000 insediamenti dell'Ucraina, come le maggiori autostrade del paese. lifecell fornisce possibilità di roaming in 193 paesi con 500 compagnie partner.
È stato il primo a introdurre sul mercato ucraino la tecnologia EDGE, e fino ad ora ne ha la più larga copertura, con 42 città.

## Storia
Nel gennaio del 2005 lancia il servizio GSM-1800.
Nel marzo 2007 lifecell ha 5,78 milioni di contratti e abbonati prepagati. Nel luglio 2015 Turkcell ha completato l'acquisizione di una quota del 44,96% della società detenuta da SCM Holdings di Rinat Achmetov.